# Careproctus pallidus
Careproctus pallidus е вид лъчеперка от семейство Liparidae.

## Разпространение и местообитание
Видът е разпространен в Чили.
Обитава крайбрежията на морета. Среща се на дълбочина от 2,5 до 28 m, при температура на водата около 5,1 °C и соленост 34,1 ‰.